# Kiara Zago
Pour les articles homonymes, voir Zago.
Pas d'image ? Cliquez ici

a Compétitions nationales et continentales officielles uniquement.

b Matchs officiels uniquement.
Dernière mise à jour le 25 mars 2024.
Kiara Zago, née le 11 octobre 2005 à Marmande (France), est une joueuse internationale française de rugby à XV. Elle évolue au poste de deuxième ligne au Stade toulousain.

## Biographie
Fille de rugbyman, elle débute le rugby à XV au sein du club de l'US Casteljaloux en 2016, après dix ans de danse classique. En 2020, elle intègre le SU Agen : capitaine de l'équipe, elle échoue en finale en 2022 mais remporte en 2023 le championnat de France des moins de 18 ans,.
Entre 2020 et 2023, elle joue aussi au sein du XV de France des moins de 20 ans et dispute le championnat d'Europe de rugby à sept à Prague en 2023. 
Elle rejoint le Stade toulousain en 2023 et est retenu à l'automne 2023 avec l'équipe de France pour disputer la première édition du WXV en Nouvelle-Zélande,.

## Palmarès

### En club
- Vainqueur du Championnat de France des moins de 18 ans en 2023 avec le SU Agen.
- Vainqueur de la Coupe de France en 2024 avec le Stade toulousain.

### En équipe nationale
- Médaillée de bronze en 2022 avec l'équipe de France de rugby à sept des moins de 18 ans.
- Vainqueur du Championnat d'Europe en 2023 avec l'équipe de France de rugby à sept des moins de 18 ans.